# Marvin R. Wilson

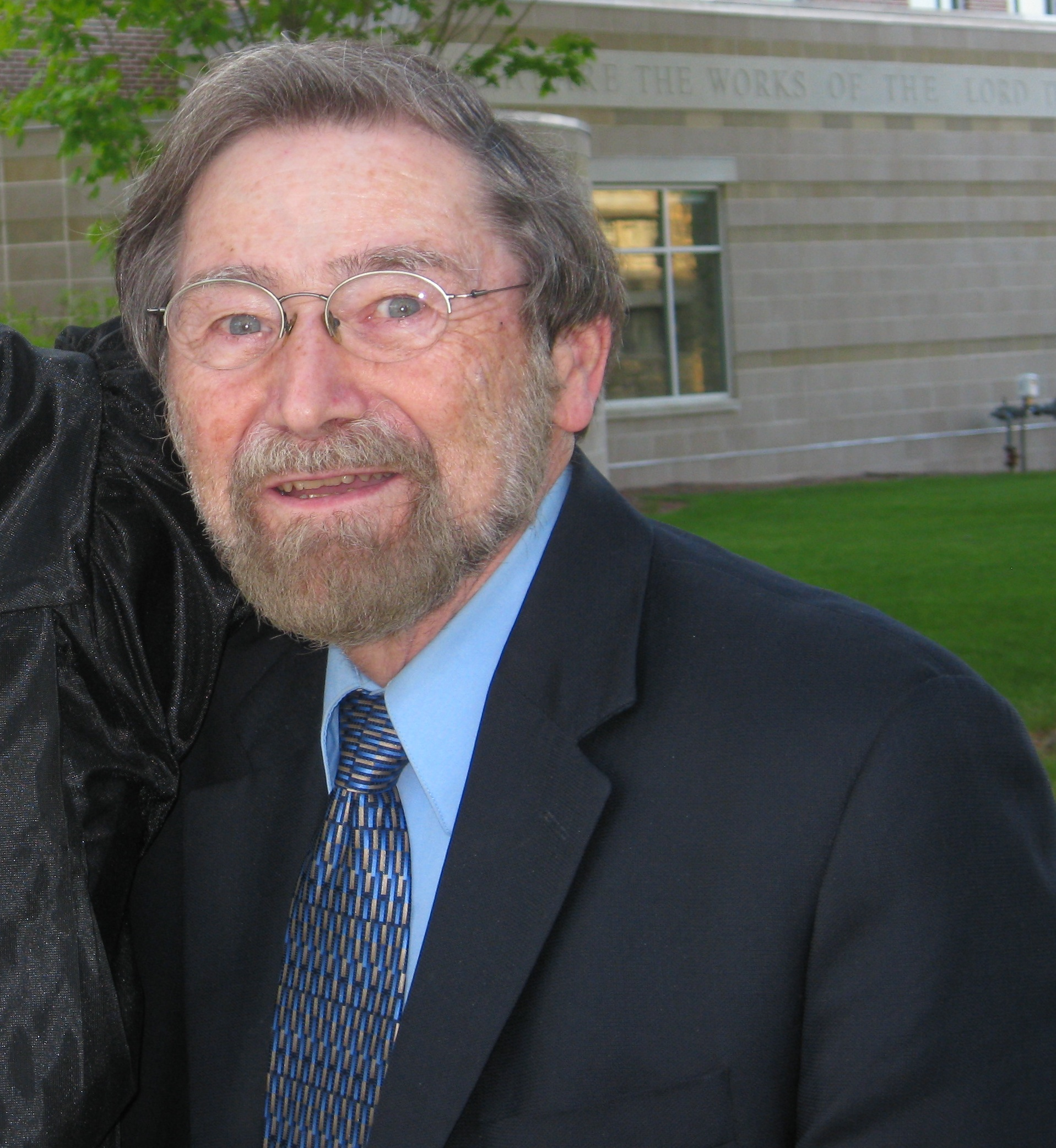

Marvin R. Wilson (Stoneham (Massachusetts), 17 luglio 1935) è un biblista statunitense.

## Biografia
Wilson ha conseguito il Bachelor of Arts Wheaton al Wheaton College e il Master of Divinity ad Hamilton alla Gordon Divinity School, proseguendo gli studi alla Brandeis University, dove ha conseguito il Master of Arts; nella stessa università ha completato i suoi studi nel 1963 con il conseguimento del Ph.D in orientalistica e studi semitici. Ordinato pastore battista, nel 1963 è entrato come insegnante al Barrington College a Barrington. Nel 1971 è entrato a Wenham come insegnante di Antico Testamento e Storia e cultura giudaica al Gordon College, dove è rimasto fino al suo ritiro avvenuto nel 2018, dopo 55 anni di insegnamento. 
Wilson ha lavorato come traduttore e curatore editoriale della New International Version della Bibbia per la parte riguardante l'Antico Testamento. È stato inoltre autore e curatore editoriale di una decina di libri, ha scritto più di duecento articoli, ha tenuto numerose conferenze e ha partecipato a diversi programmi radiofonici e televisivi.

## Libri principali
- Coptic future tenses: Syntactical studies in Sahidic, The Hague, Mouton, 1970
- Evangelicals and Jews in Conversation, Baker Book House, 1978. Co-edited with Marc H. Tanenbaum and A. James Rudin.
- Evangelicals and Jews in an Age of Pluralism, Baker Publishing Group, 1984. Co-edited with Marc H. Tanenbaum and A. James Rudin.
- A Time to Speak: The Evangelical-Jewish Encounter, Eerdmans, 1987. Co-edited with A. James Rudin.
- Our Father Abraham: Jewish Roots of the Christian Faith, Eerdmans, 1989.
- A Workbook for New Testament Greek: Grammar and Exegesis in First John, Hendrickson, 1998. Co-edited with Chris A. Vlachos.
- Exploring Our Hebraic Heritage: A Christian Theology of Roots and Renewal, Eerdmans, 2014.
- Dictionary of Daily Life in Biblical & Post-biblical Antiquity, 4 volumes, Hendrickson, 2014-16. Co-edited with Edwin M. Yamauchi.